# Nicergolin
Nicergolin ist ein Arzneistoff, der in der Behandlung von chronischen hirnorganisch-bedingten Leistungsstörungen eingesetzt wird. Nicergolin ist ein partialsynthetisch hergestellter Abkömmling der Lysergsäure.

## Geschichte
Nicergolin wurde in den 1960er Jahren auf der Suche nach Substanzen, die Adrenozeptoren blockieren, so genannten Alphablockern, abgeleitet von den Mutterkornalkaloiden, entwickelt. Es wurde 1966 von FarmItalia patentiert. Das Ziel war – dem damaligen Verständnis der Ätiologie der Demenz folgend – ein Einsatz als durchblutungsfördernde Substanz zur Behandlung von Hirnleistungsstörungen im Alter. Seit den 1970er Jahren ist Nicergolin als Therapeutikum auf Markt. Heute wird es für verschiedene Formen von Gedächtnis-, Leistungs- und Verhaltensstörungen im Alter eingesetzt.

## Chemie

### Darstellung
Die Synthese von Nicergolin geht aus vom Lysergsäuremethylester und vollzieht sich über mehrere Schritte. Im ersten Reaktionsschritt wird an die Doppelbindung im Ring D dieses Tetracyclus Methanol photochemisch addiert, es entsteht dabei das sogenannte Lumi-ergolin 10-Methoxydihydrolysergsäuremethylester. Die Esterfunktion dieses Additionsprodukts wird mit Lithiumaluminiumhydrid zum Alkohol reduziert, so dass 10-Methoxydihydrolysergol erhalten wird. Dieser Alkohol wird mit 5-Brom-nicotinoylchlorid verestert. Abschließend wird der Indol-Stickstoff mit Kaliumamid deprotoniert und mit Methyliodid methyliert. Eine analoge Synthese kann auch direkt von Lysergol ausgehen.

### Stereochemie
Nicergolin besitzt drei Chiralitätszentren. Es existieren somit theoretisch 8 Stereoisomere des Nicergolins. Da die Synthese ausgehend von (5R,8R)-Lysergsäuremethylether erfolgt und die Methoxylierung in Position 10 ohnehin diastereoselektiv verläuft, findet nur das (5R,8R,10S)-Diastereomer des Nicergolins Anwendung.

## Klinische Angaben

### Anwendungsgebiete (Indikationen)
Nicergolin ist zur unterstützenden Behandlung von chronischen Hirnleistungsstörungen im Alter, insbesondere bei Patienten mit demenziellen Syndromen bei primär degenerativer, vaskulärer Demenz und Mischformen, zugelassen. Vor Behandlungsbeginn sollte eine spezifisch zu behandelnde Grunderkrankung ausgeschlossen werden. Eine Metaanalyse vorhandener klinischer Studien brachte „einige Hinweise“ auf eine Besserung der klinischen Symptome und des klinischen Gesamtbildes bei vorrangig älteren Patienten mit leichten bis moderaten Wahrnehmungs- und Verhaltensstörungen verschiedener Ursache, einschließlich zerebrovaskulärer Störungen und Alzheimer-Demenz.

### Gegenanzeigen (Kontraindikationen)
Nicergolin ist bei einer bekannten Überempfindlichkeit gegen diesen Wirkstoff oder ein anderes Mutterkornalkaloidderivat kontraindiziert. Weitere Anwendungsbeschränkungen schließen einen frischen Herzinfarkt, schwere Bradykardie, Kollapsneigung, orthostatische Hypotonie und akute Blutungen ein. Nicergolin darf auf Grund pharmakodynamischer Wechselwirkungen nicht zeitgleich mit α- oder β-Sympathomimetika angewendet werden.

### Wechselwirkungen mit anderen Medikamenten
Dank seiner Wirkung auf das adrenerge System zeigt Nicergolin pharmakodynamische Wechselwirkungen mit vielen anderen Arzneistoffen. So führt Nicergolin zu einer verstärkten Blutdruck senkenden Wirkung bei gleichzeitiger Anwendung mit Antihypertensiva. Auch die Wirkungen von Betablockern am Herz können durch Nicergolin verstärkt werden. Die Wirkung von α- oder β-Sympathomimetika wird durch Nicergolin hingegen abgeschwächt.
Nicergolin hemmt die Thrombozytenaggregation. Pharmakologische Wechselwirkungen mit anderen Thrombozytenaggregationshemmern sind daher möglich.

### Unerwünschte Wirkungen (Nebenwirkungen)
Für Nicergolin liegen nur wenige Daten über das Auftreten und die Häufigkeit unerwünschter Arzneimittelwirkungen vor. Als häufig (1 bis 10 %) werden Schlaflosigkeit, Müdigkeit, Kopfdruck, Hautrötungen und Hitzegefühl angegeben. Die Häufigkeit von Blutdruckabfall, Schwindel und Magenbeschwerden kann nicht abgeschätzt werden.

## Pharmakologische Eigenschaften

### Wirkungsmechanismus (Pharmakodynamik)
Wie viele Ergoline vermittelt Nicergolin seine Wirkung über verschiedene pharmakologische Mechanismen. Nicergolin ist primär ein α1-Adrenozeptorantagonist und vermittelt als solcher eine Erweiterung durch den Sympathikustonus verengter Blutgefäße und somit eine Erhöhung des arteriellen Blutflusses. Zudem besitzt es blutgerinnungshemmende Eigenschaften. Darüber hinaus beeinflusst Nicergolin auch die Funktion anderer Neurotransmitter. Positiv wirkt sich auch die metabolische Funktion des Nicergolins, verbunden mit einer verbesserten Nutzung von Sauerstoff und Glucose aus. Darüber hinaus soll Nicergolin neurotrophe und antioxidative Eigenschaften besitzen.

### Aufnahme und Verteilung im Körper (Pharmakokinetik)
Nach oraler Verabreichung wird Nicergolin schnell und nahezu vollständig aus dem Darm resorbiert. Wie andere von Mutterkornalkaloiden abgeleitete Substanzen unterliegt Nicergolin einem ausgeprägten First-Pass-Effekt. Im Blutplasma liegt Nicergolin überwiegend an das Saure Alpha-1-Glycoprotein gebunden vor. Nicergolin wird im Organismus nahezu vollständig unter Esterhydrolyse oder N-Demethylierung zu den zum Teil noch biologisch aktiven Phase-I-Metaboliten verstoffwechselt. Die dominierenden Phase-II-Metaboliten sind die Konjugate mit Glucuronsäure. Die Ausscheidung erfolgt zum überwiegenden Teil über den Urin. Die biologische Halbwertzeit liegt bei 2,5 Stunden. Die Halbwertzeit der aktiven Metaboliten kann individuell schwanken.

## Handelsnamen
Nicergolin ist in über 50 Ländern unter verschiedenen Handelsnamen auf dem Markt.
Monopräparate: Sermion (D, A, CH); Ergobel (D), Ergotop (A), Nicergin (A), Nicerium (D) sowie weitere Generika (D)